# 菊条笛鲷
菊条笛鲷（学名：Lutjanus chrysotaenia）为笛鲷科笛鲷属的鱼类。分布于印度洋、印度尼西亚、菲律宾、澳大利亚以及中国南海等海域。该物种的模式产地在雅加达、爪哇。

## 扩展阅读
維基物種上的相關：菊条笛鲷